# Shaafi-moskee
De Shaafi-moskee is een moskee in de oude stad van Massawa, een Eritrese havenstad aan de Rode Zee. De moskee werd gesticht in de 11e eeuw en bevat één minaret.